# Stiermensch (Fabelwesen)
Der Stiermensch (akkadisch Kusarikku) ist ein Mischwesen aus der mesopotamischen Mythologie. Dargestellt wird er als aufrechtstehendes Wesen mit langem Bart, dem Kopf und dem Oberkörper eines Menschen jedoch den Ohren, Hörnern und dem Unterkörper eines Stieres. Darstellungen des Stiermenschen sind ab der älterfrühdynastischen Zeit belegt und blieben bis hin zur Achämenidenzeit ein beliebtes Motiv der altorientalischen Bilderwelt.

## Darstellung

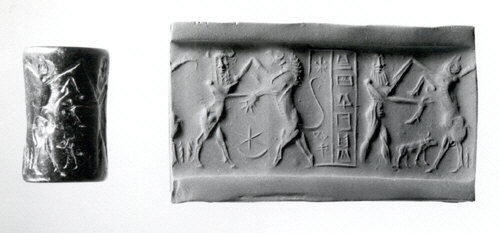
Akkadzeitliches Rollsiegel mit moderner Abrollung, links kämpft ein Stiermensch mit einem Löwen, New York, Metropolitan Museum of Art

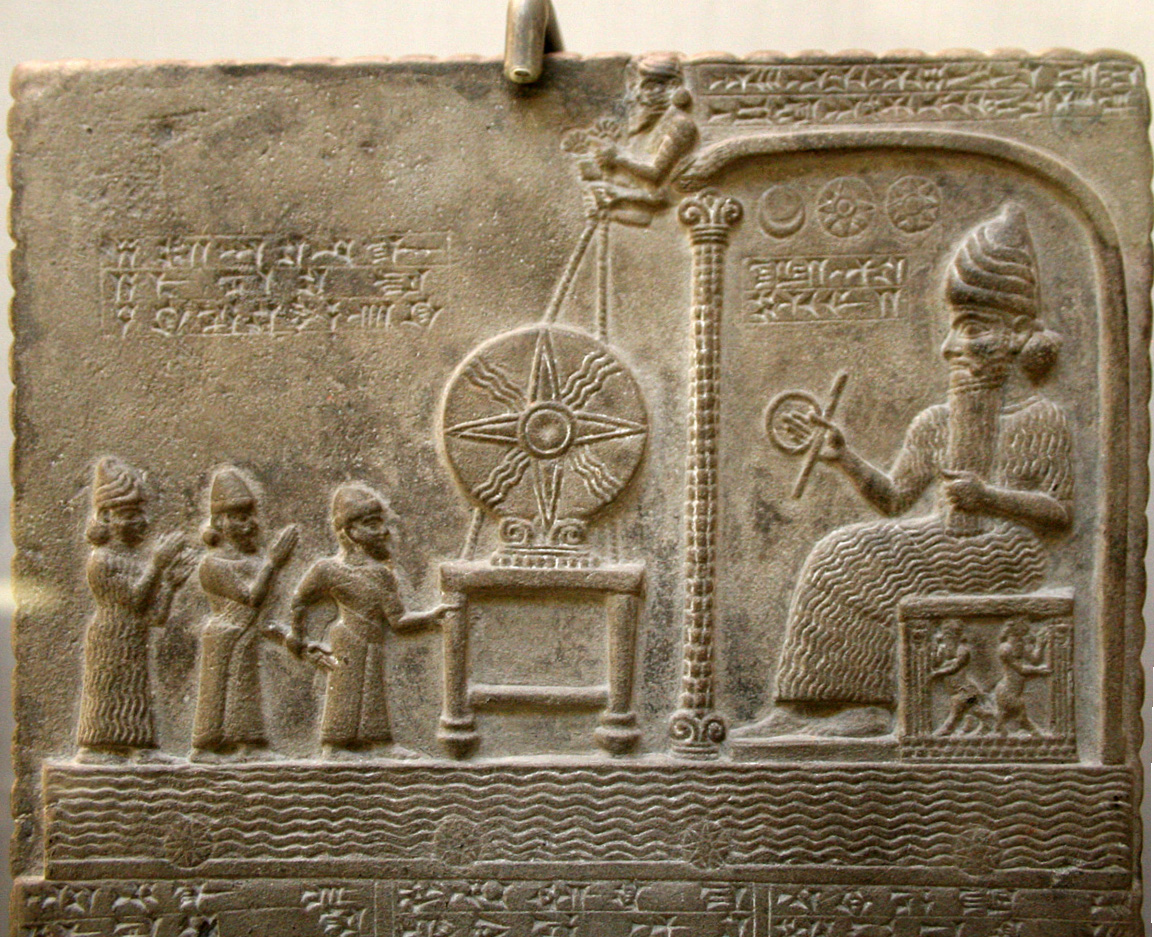
Sonnentafel von Sippar, unten rechts stützen zwei Stiermenschen den Thron des Šamaš, British Museum

Stiermenschen treten einzeln, paarweise und selten auch dreifach auf. Am häufigsten sind sie zusammen mit dem nackten, lockigen Helden in Tierkampfszenen zu sehen, wo sie meist kämpfend gegen Löwen dargestellt werden. Derartige Kampfszenen kommen besonders häufig während der Akkadzeit vor und sind für diese Periode charakteristisch. Ab der altbabylonischen Zeit erscheinen Stiermenschen im Zusammenhang mit dem Sonnengott Šamaš. So ist beispielsweise auf einer babylonischen Steintafel aus Sippar Šamaš thronend auf einem Sitz abgebildet, dessen Pfosten von Stiermenschen gestützt werden. Außerdem erscheinen diese Wesen als Träger der Flügelsonne, dem Symbol des Sonnengottes. 
Der Stiermensch hatte ab einem gewissen Zeitpunkt offenbar die Funktion eines gutartigen, beschützenden Dämons. Als solcher hält er in Darstellungen oftmals eine Standarte oder einen Speer in der Hand. In Form von Statuen, Terrakotten und Reliefs wurden Stiermenschen an Eingängen und innerhalb von Gebäuden platziert, um vermutlich die Bewohner vor Bösem zu bewahren.

## Mythologie
In mythologischen Texten tauchen Stiermenschen oft als Feinde der Götter auf. Im babylonischen Schöpfungsmythos Enūma eliš erschafft die Urgöttin Tiamat elf Monster, darunter den Stiermenschen, um Krieg gegen die jüngeren Götter zu führen, welche für den Tod ihres Gemahls Abzu verantwortlich sind. Tiamats Armee wird jedoch von Marduk besiegt. Im ebenfalls babylonischen Anzu-Mythos vollbringt der Gott Ninurta eine Heldentat, indem er inmitten der See einen Stiermenschen erschlägt.